# Línia de transmissió plana

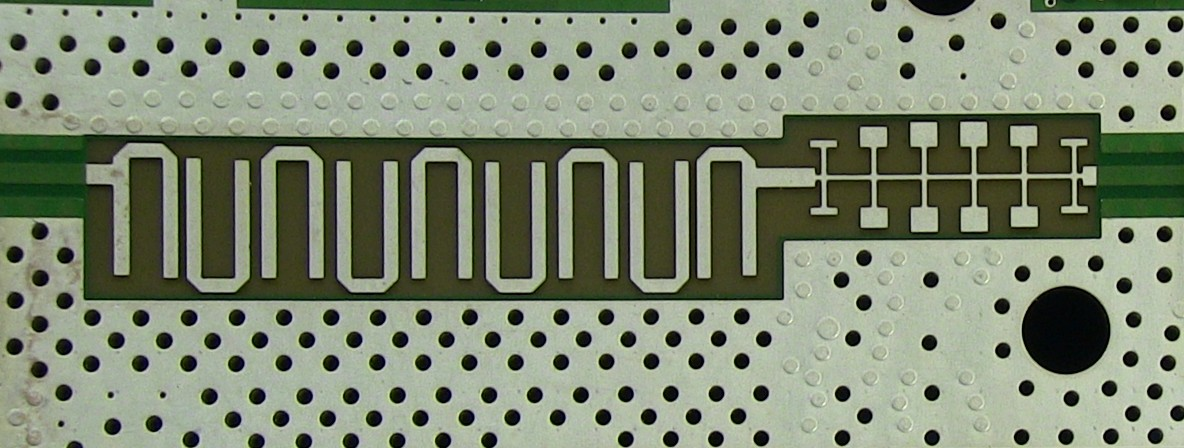
Línies de transmissió planar de circuit imprès utilitzats per crear filtres en un analitzador d'espectre 20 GHz. L'estructura de l'esquerra s'anomena filtre de forquilla i és un exemple de filtre passabanda. L'estructura de la dreta és un filtre de tall i és un filtre de pas baix. Les regions perforades per sobre i per sota no són línies de transmissió, sinó blindatge electromagnètic per al circuit.

Les línies de transmissió planes són línies de transmissió amb conductors, o en alguns casos tires dielèctriques (aïllants), que són línies planes amb forma de cinta. S'utilitzen per interconnectar components en circuits impresos i circuits integrats que treballen a freqüències de microones perquè el tipus pla s'adapta bé als mètodes de fabricació d'aquests components. Les línies de transport són més que simples interconnexions. Amb interconnexions simples, la propagació de l'ona electromagnètica al llarg del cable és prou ràpida per ser considerada instantània, i les tensions a cada extrem del cable es poden considerar idèntiques. Si el cable és més llarg que una gran fracció de la longitud d'ona (sovint s'utilitza una desena part com a regla general), aquestes suposicions ja no són certes i s'ha d'utilitzar la teoria de la línia de transmissió. Amb les línies de transmissió, la geometria de la línia es controla amb precisió (en la majoria dels casos, la secció transversal es manté constant al llarg de la longitud) de manera que el seu comportament elèctric és altament predictible. A freqüències més baixes, aquestes consideracions només són necessàries per als cables que connecten diferents equips, però a freqüències de microones la distància a la qual es fa necessària la teoria de la línia de transmissió es mesura en mil·límetres. Per tant, es necessiten línies de transmissió dins dels circuits.

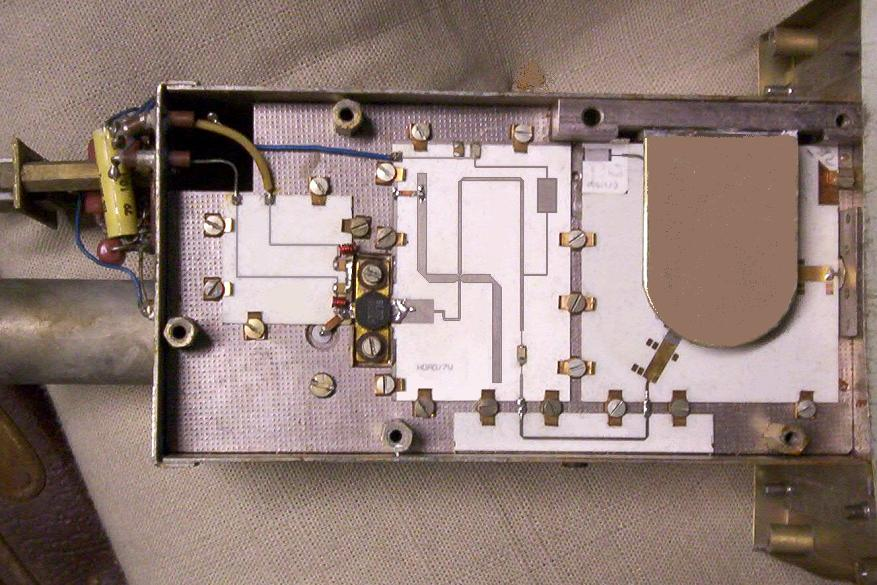
Un amplificador de potència de RF que incorpora estructures de circuits planars. L'amplificador de l'esquerra alimenta la seva sortida a un conjunt de filtres de línia de transmissió planar al centre. El tercer bloc de circuits de la dreta és un circulador per protegir l'amplificador de reflexos accidentals de l'alimentació de l'antena.

El primer tipus de línia de transmissió plana va ser concebut durant la Segona Guerra Mundial per Robert M. Barrett. Es coneix com a stripline, i és un dels quatre tipus principals d'ús modern, juntament amb la microstrip, la stripline suspesa i la guia d'ona coplanar. Tots quatre d'aquests tipus consisteixen en un parell de conductors (encara que en tres d'ells, un d'aquests conductors és el pla de terra). En conseqüència, tenen un mode de transmissió dominant (el mode és el patró de camp de l'ona electromagnètica) que és idèntic, o gairebé idèntic, al mode que es troba en un parell de cables. Altres tipus de línia de transmissió planar, com la línia de ranura, la línia d'aleta i la línia d'imatge, es transmeten al llarg d'una tira de dielèctric, i la guia d'ona integrada en el substrat forma una guia d'ona dielèctrica dins del substrat amb fileres de pals. Aquests tipus no poden suportar el mateix mode que un parell de cables i, per tant, tenen propietats de transmissió diferents. Molts d'aquests tipus tenen una amplada de banda més estreta i, en general, produeixen més distorsió del senyal que els parells de conductors. Els seus avantatges depenen dels tipus exactes que es comparen, però poden incloure pèrdues baixes i un millor rang d'impedància característica.
Les línies de transmissió planes es poden utilitzar per construir components i interconnectar-los. A freqüències de microones, sovint es dona el cas que els components individuals d'un circuit siguin per si mateixos més grans que una fracció significativa de la longitud d'ona. Això vol dir que ja no es poden tractar com a components agrupats, és a dir, tractats com si existissin en un sol punt. Els components passius agrupats sovint no són pràctics a les freqüències de microones, ja sigui per aquest motiu o perquè els valors necessaris són poc pràctics per fabricar. Es pot utilitzar un patró de línies de transmissió per a la mateixa funció que aquests components. D'aquesta manera es poden construir circuits sencers, anomenats circuits d'elements distribuïts. El mètode s'utilitza sovint per als filtres. Aquest mètode és especialment atractiu per al seu ús amb circuits impresos i integrats perquè aquestes estructures es poden fabricar amb els mateixos processos que la resta del conjunt simplement aplicant patrons al substrat existent. Això dona a les tecnologies planars un gran avantatge econòmic respecte d'altres tipus, com la línia coaxial.

## Propietats
Les línies de transmissió planes són aquelles línies de transmissió en les quals els conductors són essencialment plans. Els conductors consisteixen en tires planes i normalment hi ha un o més plans de terra paral·lels a la superfície plana dels conductors. Els conductors estan separats dels plans de terra, de vegades amb aire entre ells però més sovint amb un material dielèctric sòlid. Les línies de transmissió també es poden construir en formats no plans com ara cables o línia coaxial. A més de les interconnexions, hi ha una àmplia gamma de circuits que es poden implementar en línies de transmissió. Aquests inclouen filtres, divisors de potència, acobladors direccionals, xarxes d'adaptació d'impedància i circuits d'obtenció per oferir polarització als components actius. El principal avantatge dels tipus planars és que es poden fabricar utilitzant els mateixos processos utilitzats per fer circuits impresos i circuits integrats, especialment mitjançant el procés de fotolitografia. Per tant, les tecnologies planars són especialment adequades per a la producció en massa d'aquests components.